# Каменный Мост (посёлок, Николаевская область)
Каменный Мост (укр. Кам'яний Міст) — посёлок в Первомайском районе Николаевской области Украины.
Основано в 1500 году. Население по переписи 2001 года составляло 1535 человек. Почтовый индекс — 329840. Телефонный код — 5161. Занимает площадь 0,3 км².

## Местный совет
55231, Николаевская обл., Первомайский р-н, пос. Каменный Мост, ул. Заводская, 1, тел. 6-23-42.